# A Benefit for Maryville Academy
A Benefit for Maryville Academ è un album dal vivo del musicista britannico Pete Townshend, pubblicato nel 1999.

## Tracce
Disco 1
Testi e musiche di Pete Townshend, eccetto dove indicato.
1. On the Road Again – 5:30 (Floyd Jones, Alan Wilson)
2. Anyway, Anyhow, Anywhere – 7:45 (Roger Daltrey, Pete Townshend)
3. A Little is Enough – 5:36
4. Drowned – 6:54
5. You Better You Bet – 5:50
6. Now and Then – 4:17
7. North Country Girl – 3:46 (trad.; arr. Pete Townshend)
8. Let My Love Open the Door – 5:13
9. Won't Get Fooled Again – 12:59
10. Magic Bus – 13:33
11. I'm One – 3:10

Bonus CD
1. Magic Bus – 6:01
2. Heart to Hang Onto – 4:31

## Formazione
Disco 1
- Pete Townshend - voce, chitarra elettrica, chitarra acustica
- Jon Carin - tastiera, sequencer, voce
- Peter Hope-Evans - organo, scacciapensieri
- Jody Linscott - percussioni
- Chucho Merchán - contrabbasso, percussioni
- Tracey Langran - hi-string guitar, voce

CD Bonus
- Pete Townshend - voce, chitarra
- Eddie Vedder - voce
- Jon Carin - tastiera, voce